# Stenocereus quevedonis
Stenocereus quevedonis ist eine Pflanzenart aus der Gattung Stenocereus in der Familie der Kakteengewächse (Cactaceae). Das Artepitheton quevedonis ehrt den Mexikaner Miguel Ángel de Quevedo (1862–1946). Ein spanischer Trivialname ist „Pitire“.

## Beschreibung
Stenocereus quevedonis wächst baumförmig mit verzweigten, aufrechten Trieben und erreicht Wuchshöhen von bis zu 6 Meter. Es wird ein deutlicher Stamm ausgebildet. Die dunkelgrünen Triebe sind 1 bis 4 Meter lang und weisen Durchmesser von 10 bis 15 Zentimeter auf. Es sind sieben bis neun breite stumpfe, gekerbte Rippen vorhanden, die bis zu 1,5 Zentimeter hoch sind. Die drei bis sieben weißlichen Mitteldornen sind abstehend bis schief abwärts gerichtet und 1,5 bis 3 Zentimeter lang. Der mittelste von ihnen ist länger als die übrigen und erreicht eine Länge von bis zu 5,5 Zentimeter. Die neun bis 13 anfangs weißlichen Randdornen vergrauen später und sind 1 bis 1,5 Zentimeter lang.
Die lang trichterförmigen, weißen oder gelblichen bis etwas rosafarbenen Blüten öffnen sich in der Nacht und bleiben bis in den nächsten Tag hinein offen. Sie sind bis zu 9 Zentimeter lang und weisen einen Durchmesser von 3,6 bis 5 Zentimeter auf. Die Blütenröhre ist im Bereich der Nektarkammer etwas ausgebaucht. Die mehr oder weniger kugelförmigen bis leicht länglichen, grünen bis leicht rot überhauchten Früchte erreichen einen Durchmesser von 5 bis 6 Zentimeter.

## Verbreitung, Systematik und Gefährdung
Stenocereus quevedonis ist im mexikanischen Bundesstaat Michoacán in laubabwerfenden Wäldern und Busch in Höhenlagen von 100 bis zu 500 Metern verbreitet. Am ursprünglichen Fundort in Sinaloa konnte die Art 2003 nicht wiedergefunden werden.
Die Erstbeschreibung als Lemaireocereus quevedonis erfolgte 1928 durch Jesús González Ortega. Franz Buxbaum stellte die Art 1961 in die Gattung Stenocereus. Weitere nomenklatorische Synonyme sind Rathbunia quevedonis (J.G.Ortega) P.V.Heath (1992) und Glandulicereus quevedonis (J.G.Ortega) Guiggi (2012).
In der Roten Liste gefährdeter Arten der IUCN wird die Art als „Least Concern (LC)“, d. h. als nicht gefährdet geführt.

## Nachweise